# مناحيم غولان
مناحيم غولان (بالعبرية:מנחם גולן) ، من مواليد 31 مايو 1929م في طبرية ، وتوفي بتاريخ 8 أكتوبر عام 2014م . وعمره 85 عاماً  ، وهو مخرج ومنتج إسرائيلي سابق، أنتج عددا من الأفلام ومن بينها ذا دلتا فورس.